# Phalaenopsis chibae
Phalaenopsis chibae T.Yukawa, 1996 è una pianta della famiglia delle Orchidacee endemica del Vietnam.

## Descrizione
È un'orchidea di piccola taglia, a comportamento epifita, come tutte le specie del genere Phalaenopsis a crescita monopodiale. Presenta un corto fusto, avvolto da foglie di forma da ellittica ad obovata, verdi leggermente soffuse di viola. La fioritura avviene mediante un'infiorescenza racemosa che aggetta lateralmente, eretta, lunga mediamente 11 centimetri, come le foglie soffusa di viola e portante normalmente 13 fiori. Questi sono grandi poco più di un centimetro, si aprono simultaneamente e sono di colore giallo variegato di rosso scuro. I sepali sono a forma ovata ad apice acuto, molto più grandi dei petali che hanno invece forma lanceolata. Il labello si presenta bilobato e molto grande in rapporto alle dimensioni dei fiori.

## Distribuzione e habitat
La specie è  un endemismo vietnamita.
Cresce epifita sugli alberi della foresta tropicale, a quote comprese tra 400 e 600 metri sul livello del mare.

## Coltivazione
Questa pianta è bene coltivata in panieri appesi, su supporto di sughero oppure su felci arboree e richiede in coltura esposizione luminosa ma all'ombra, con temperature alte per tutto il corso dell'anno, da ridurre appena dopo la fioritura.